# نبرد نیبورگ

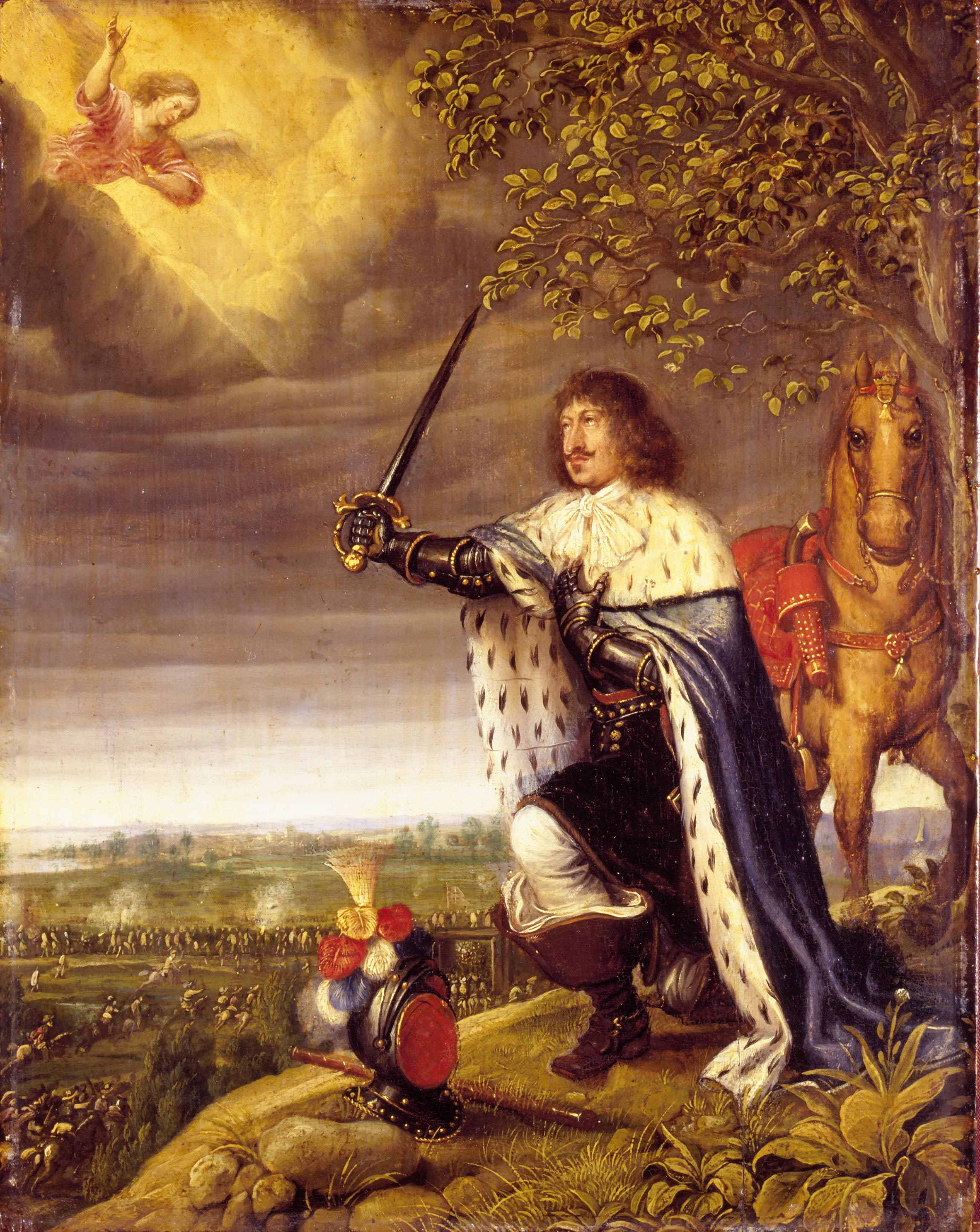
این نقاشی شاه فردریک سوم ، شاه دانمارک ، را در حالی در جنگ نشان می دهد که وی در میدان نبرد حضور نداشت.

نبرد نیبورگ درگیری نظامی میان ارتش سوئد با نیروهای متحد هلند ، براندنبورگ-پروس ، دانمارک و مشترک‌المنافع لهستان-لیتوانی بود. این نبرد در ۱۴ نوامبر ۱۶۵۹ میلادی در شهر نیبورگ واقع در جزیره هلندی فونن درگرفت. نبرد نیبورگ مهم‌ترین نبرد جنگ سوئد و دانمارک (۱۶۵۸-۱۶۶۰) به حساب می آید.
فیلد مارشال ارتش سوئد ، ژنرال فیلیپ فلورینوس ، پس از شکست در این نبرد مجبور شد شبانه از طریق کشتی‌های سوئدی بگریزد و جان خود را نجات دهد. نبرد نیبورگ به عنوان مهم‌ترین پیروزی نیروهای سوئدی در این جنگ شناخته می‌شود.